# The Sun (glasbena skupina)
The Sun so melodic hardcore skupina iz  Vicenze, Italija. Pod imenom The Sun Eats Hours je bila ustanovljena leta 1997. V svojem prvem obdobju so doživeli hiter vzpon in igrali za skupine kot so The Offspring, Pennywise in AFI. Skupina se je po krizi zaradi osebnih težav pevca Francesca Lorenzija v letih 2007–2009 spreobrnila v krščanstvo, od leta 2010 so tako začeli nastopati pod imenom The Sun, angleščino pa je zamenjala italijanščina.

## Zgodovina
Njihova prepoznavnost se je razširila z albumom Don't Waste Time, ki je izšel septembra 2000. Predtem so bili zaradi dema, izdanega leta 1999, in več odigranih koncertov v severni Italiji in v Švici poznani oboževalcem melodic hardcora. Don't Waste Time je skupini odprl vrata do skupnih koncertov s svetovno znanimi skupinami, kot so The Offspring, Pennywise, AFI in NOFX.

Naslednji album Will je bil pri založbi Agitato Records izdan leta 2002 in ponovno izdan pri založbi Rude Records leta 2003 z imenom Tour All Over. Ponovna izdaja je vsebovala drugačno spremljajočo knjižico (ang. booklet) in tri nove pesmi. »Skrite pesmi« (ang. hidden tracks) albumov Don't Waste Time in Tour All Over je odpel nekdanji član skupine Andrea "Byron The Huge" Barone.
Leta 2004 so Sun Eats Hours kot predskupina nastopili skupaj z The Offspring na njihovi evropski turneji Splinter.
Septembra 2005 so izdali album The Last Ones, ki so ga vsesplošno označili za najboljši album skupine. Vsebuje singla Endless Desire in The Day I Die. Po izdaji se je skupina odpravila na vseevropsko turnejo z več koncetri v Španiji in na Japonskem. Skrita pesem na zgoščenki vsebuje posnetek pesmi The Same Devils v živo iz Lyona v Franciji. 
Poleti 2006 so posneli nov studijski album z imenom Metal Addiction – split CD z japonsko punk skupino Nicotine. Izdan je bil 15. novembra 2006 pri založbi Rude Records in vključuje šest pesmi na skupino, skupaj torej dvanajst pesmi. Na albumu so nekatere priredbe znanih metal skupin, denimo "Kickstart My Heart" skupine Mötley Crüe in "Rain" skupine The Cult.
Leta 2008 so se po globoki krizi spreobrnili v krščanstvo in spremenili ime skupine v "The Sun". Leta 2010 so podpisali pogodbo z novo založbo Sony Music Entertainment in izdali album Spiriti del sole, svoj prvi album v italijanskem jeziku. Leta 2012 so izdali Luce in leta 2015 Cuore aperto. Leta 2017 so izdali kolekcijo svojih pesmi 20 (La Collection).
Leta 2016 so obiskali tudi Slovenijo v sklopu festivala Stična mladih, kjer so opravili akustični koncert in pričevanje.

## Zasedba
Trenutna zasedba
- Francesco "The President" Lorenzi  – vokal, kitara
- Gianluca "Boston" Menegozzo – kitara
- Matteo "Lemma" Reghelin – bas kitara
- Riccardo "Ricky/Trash" Rossi – bobni
- Andrea "Cherry" Cerato – kitara, spremljevalni vokal  (od leta 2015)

Nekdanji člani
- Marco Auriemma – bas kitara (1997-2001)
- Andrea “Byron” Barone – vokal (1997-2005)

## Diskografija

### Sun Eats Hours

#### Studijski albumi
- Don't Waste Time (2000)
- Will (2002)
- Tour All Over (2003)
- The Last Ones (2005)
- Endless Desire (EP) (2005)
- Metal Addiction (split Sun Eats Hours – Nicotine) (2006)
- Ten Years (Raccolta) (2008)

#### Singli
- Tour All Over (2002)
- September 2001 (2003)
- Endless Desire (2005)
- Sucker (2006)
- Rain – priredba pesmi skupine The Cult (2007)

### The Sun

#### Studijski albumi
- Spiriti del sole (2010)
- Luce (2012)
- Cuore aperto (2015)
- 20 (La Collection) (2017)

#### Singli
- 1972 (2010)
- Non ho paura (2010)
- Hasta la muerte (2010)
- Onda Perfetta (2012)
- Sogno dei miei sogni (2012)
- Outsider (2013)
- Le case di Mosul (2015)
- Il mio miglior difetto (2016)
- Le opportunità che ho perso (2016)
- 20 (2017)

### Udeleženi v kompilacijah
- Punk Generation vol.1
- Punk Generation vol.2
- Vibrazioni violente vol.1
- Punkadeka the compilation
- Punk e contaminazioni
- Plastic Punk festival
- Anti Tour compilation (2003)
- Ska Punka compilation (2003)
- Blank Tv World video DVD (2005)
- Indiebox vol.1 (2006)
- Six strings revolution vol.1 (2006)
- No reason compilation vol.1 (2006)
- Eastpak Antidote compilation 2006]] (2006)
- Think Punk Vol. 1 (2007)
- Italian punks go acoustic - If the kids are united (2016)